# Római helytartó
A helytartó a Római Birodalom egy-egy provinciájának kormányzója volt. Funkciójuk megjelölésére nem alakult ki egységes latin név a római hatalmi harcok következtében. Az első helytartókat a népgyűlés által választott praetorok közül sorsolták ki. Később consulok is kaptak provinciákat, majd promagistratusokra bízták a kormányzásukat. A magistratusok és promagistratusok rendelkeztek ugyanis katonai parancsnoki jogkörrel, imperiummal.  A dominatus idején elvált az addig egységes polgári és katonai igazgatás.

## Magistratus helytartók
Az első pun háború (i. e. 264–241) következtében szerezte meg Róma első Itálián kívüli birtokait, Siciliát i. e. 241-ben és Sardiniát i. e. 238/7-ben. i. e. 227 és 225 között helyezett élükre helytartót, méghozzá egy-egy 2-2 legióval kiküldött praetort. Az elhúzódó és nehéz második pun háború (i. e. 218–201) szükségessé tette, hogy hadvezetésre jogosult, imperiummal rendelkező ember vezesse ezeket a provinciákat. Ilyen csak a consul és a praetor volt, ezért állandósult ezen provinciák praetori jellege. Később a Karthágótól elhódított területeken ugyancsak praetori provinciákat, Hispania ulteriort és Hispania citeriort i. e. 197-ben. Ezzel a praetori provinciák száma négyre nótt, a praetorok száma pedig hatra, mert ekkor Rómában már létezett az első számú praetor urbanus mellett a praetor peregrinus tisztsége is.

## Promagistratus helytartók
Az i. e. 2. század második felében, a harmadik pun háború idején és után újabb területeket szereztek meg és szerveztek provinciává. Ezekbe azonban nem magistratusokat, hanem promagistratusokat küldtek helytartónak. Olyan személyeket, akiknek rendes magistratusi – consuli vagy praetori – megbízatása lejárta után meghosszabbították magistratusi imperiumát – proconsul vagy propraetor – az adott provinciára vonatkozó hatállyal. Így kapott helytartót Macedonia i. e. 148-ban, Africa i. e. 146-ban, Achaia i. e. 146-ban, Asia i. e. 126-ban és Cilicia i. e. 100-ban. A senatus nem akarta a magistratusok számának szaporodását, akiket nem ő, hanem a népgyűlés választott. A kinevezett és hadjáratra küldött magistratusok imperiumának meghosszabbítása azonban már az ő hatásköre volt. Caius Gracchus ezt a senatusi hatáskört szabályozta úgy, hogy törvénye szerint a leendő consuloknak már megválasztásuk előtt ki kellett jelölni a provinciáját.
Sulla törvénye i. e. 81-ben, a lex Cornelia de provinciis ordinandis egységesítette a kormányzást, ekkortól minden provinciába promagistratust küldtek helytartóul. A praetorok számát nyolcra emelték, a két consullal együtt így minden évben 10 új promagistratust lehetett kinevezni, ami összhangban volt a provinciák ekkori számával. A reformmal a helytartók kinevezésének joga ekkortól a senatus kizárólagos hatásköre lett.
A principatus idején, amikor a császár és a senatus megosztoztak a provinciák kormányzásán, a senatus provinciái közül Africa és Asia élén állt proconsul, a többién propraetor.

## Legatus helytartók
Sulla egységes rendszere i. e. 67-ig tartott, amikor Aulus Gabinius néptribunus törvénye, a lex Gabinia felhatalmazta a senatus által imperatornak kinevezett Pompeiust, hogy feladatai elvégzéséhez, A Földközi-tenger kalózoktól való megtisztításához maga nevezzen ki a belátása szerint 15 legatust a részfeladatok ellátására, méghozzá praetori rangban (legatus pro praetore). Ezek egy részét a megtisztított területek helytartóiként alkalmazta. Ekkor vált el először a praetori jogkör az előzetesen viselt praetori tisztségtől.
A Caesar halála utáni polgárháborúban a felek követték Pompeius gyakorlatát. Octavianus győzelme után már mint Augustus megosztozott a szenátussal a provinciákon. Saját provinciáiba, amelyeknek formálisan ő volt a helytartója, maga helyett legatus Augusti pro praetore megbízatással küldte el saját embereit a provincia kormányzására, akiknek jogköre valójában közelebb állt a senatusi proconsul jogköréhez, mint a propraetoréhoz.

## Praefectus helytartók
Egyiptom különleges helyet foglalt el a Római Birodalom provinciái között stratégiai helyzete, népessége és gabonatermő képessége miatt. Ezért Augustus és utódai is távol akarták tartani a senatori rendtől, és nem legatust, hanem lovagi rangú praefectus Alexandreae et Aegyptit alkalmaztak kormányzóul. A törvény azonban a proconsuléhoz hasonló jogokat adott neki..
Egyiptom mintájára Septimius Severus Mesopotamia élére is praefectust állított.

## Procurator helytartók
A kisebb császári provinciák élén, amelyekben nem állomásozott legio, de amelyeket a császár mondjuk határvidéki helyzete miatt mégis meg akart tartani a saját irányítása alatt, gyakran lovagrendű procuratorok álltak. Ilyen volt például Noricum. A többi császári provinciában a procurator a legatus Augusti gazdasági helyettese volt.

## A dominatus helytartói rendszere

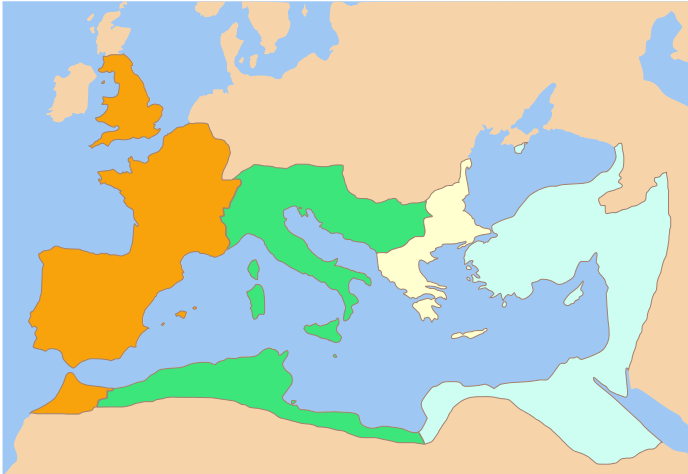
A Római Birodalom I. Constantinus halálának évében, 337 szeptemberében.
I. Constantinus három fia – II. Constantinus, Constans, és II. Constantius – egymás között osztotta fel a birodalmat. II. Constantinus a nyugati provinciákat örökölte, Galliát, Britanniát és Hispániát. Constans Itália, Illyricum, az afrikai provinciák és Macedónia felett uralkodott, míg II. Constantius a birodalom keleti felét kapta. Ezeken kívül mostohatestvére, Dalmatius hasonló nevű fiának és idősebb Dalmatius öccsének, Hannibalianus hercegnek is juttatott egy-egy országrészt.

Diocletianus a provinciákat kisebb provinciákra osztotta fel, I. Constantinus pedig szétválasztotta a polgári és a katonai közigazgatást. A területi közigazgatás háromszintűvé vált, legfelül a négy birodalmi praefectura állt élén egy-egy lovagrendű praefectus praetorióval. A négy egység Diocletinaus tetrarchiájával keletkezett, de ezeket megtartották a tetrarchia megszűnése után is. A négy praefectus praetorio eredetileg a négy császár – két Augustus és két Caesar – testőrparancsnoka volt, akik a tetrarchia megszűnte, és a praetoriánus gárda (cohortes praetoriae) 312-es felszámolása után a polgári közigazgatás élére kerültek az egyes praefecturákban.
A praefecturák alatt a több provinciát összefogó dioecesisek helyezkedtek el, amelyek élén a vicariusok álltak. Nevük („helyettes”) arra utalt, hogy a praefectus praetorio helyettesítették az adott dioecesisben. Eredetileg lovagrendűek, perfectissimus rangúak voltak, később származástól függetlenül clarissimus-ok, még később spectabilis-ek lettek.
A provinciák a harmadik szintet képviselték. A helytartóknak négy rangcsoportját alakították ki:
1. Legfelül a proconsulok voltak. Africa és Asia mellett I. Constantinus idejétől Achaia helytartója is proconsul lett. Senatori rendűek, de nem feltétlenül volt consulok voltak. I. Valentinianustól a rangjuk spectabilis volt, amivel eleinte rangban felette álltak a hivatali felettesüknek számító vicariusnak és praefectus praetoriónak is.[18]
2. A második csoportba a szintén senatori rendű consularis-ok tartoztak, clarissimus ranggal.[19]
3. A harmadik csoport a részben senatori, részben lovagrendi correctoroké volt részben clarissimus, részben perfectissimus ranggal.[20]
4. A legalsó csoportot a kisebb provinciák élén álló lovagrendi praesesek alkották perfectissimus ranggal.[21]

## Feladatai
A római helytartó imperiuma alapján a provinciában érvényes edictumokat bocsáthatott ki, választott helyettesei (legatusok) és a mellé beosztott quaestorok pedig segítették őt a tartomány polgári, katonai és pénzügyi igazgatásában. Itáliától eltérően a provinciák területe nem számított ager Romanus-nak, így adómentességet sem élveztek, az adók beszedéséről pedig a helytartónak kellett gondoskodnia. Mivel a hadseregek kizárólag a provinciákban állomásoztak, ezek helytartói rendelkeztek egyúttal a tartományukban állomásozó seregek felett is. Ezen hatalmukat azonban Sulla jelentősen korlátozta, és az általa kibocsátott lex Cornelia de maiestate büntetendőnek nyilvánította, ha egy helytartó seregével engedély nélkül átlépte pronvicája határait. A provincia területén belül a helytartó bíráskodott a római jog alapján, ám ezen jogával gyakran csak a súlyosabb bűncselekményeknél élt, és a kisebb ügyeket a helyiek bíróságainak engedte át, akik saját törvényeik szerint ítélkezhettek, ám halálbüntetést nem szabhattak ki.